# Simulator letenja
Simulator letenja (ang. Flight Simulator) je naprava, ki simulira pogoje letenja in se uporablja za treniranje pilotov, , simuliranje nevarnih situacij, ki jih zaradi varnosti ni mogoče vaditi v realnem letalu, npr. požar ali pa odpoved motorja ali drugih sistemov. Simulatorji letenja se uporabljajo tudi pri načrtovanju letal, konstruktorji simulirajo obnašanje letala pri različnih hitrostih, pri različni temperaturi in tlaku zraka, v turbulenci, v pogojih kjer se nabira led in tako naprej. Simulatorji so veliko cenejši, kot letenje v resničnih letalih.
Obstaja več tipov simulatorjev, ki se razlikujejo po sofisticiranosti in načinu uporabe. Preprostejši lahko delujejo na običajnem osebnem računalniku, npr. vojaške igrice, ki so bolj prirejeni igranju. Bolj realni simulatorji, kot je npr. Microsoft Flight Simulator; precej dobro simulirajo obnašanje letala, imajo kokpit precej podoben realnem vendar za lažjo uporabo poenostavljen, letališča in teren so modelirana na resničnih, da se spreminjati vreme in druge parametre. Obstajajo tudi dodatki za MFS npr. PMDG 737, ki zelo realno simulirajo pilotsko kabino aktualnega letala, z vsemi gumbi in stikali, da se tudi nastaviti potovalni računalnik, avtopilot in skoraj vse druge sisteme. 
Nekoliko bolj sofisticiran je FNPT (Flight Navigation and Procedures Trainer), ki ima univerzalno kabino za več tipov letal. Prikazovalniki so LCD in se spreminjajo glede na to katero letalo izberemo. Kabina je fiksna in se ne premika kot v Level D simulatorju.
Uporabljajo se za letenje pod instrumentalnimi pogoji - IFR in za CPL licenco. Tržna cena na uro je okrog 140 Evrov (obratovalna dosti manj), malce ceneje kot realna letala. V Slovenija sta dva taka simulatorja pri letalski šoli Adrii in Solinair.
Najnaprednejši simulatorji, kot je FFS (Full Flight Simulator) Level D se uporabljajo za treniranje komercialnih pilotov za določen tip letala t. i. Type Rating za Airbus A320. Kokpit in vsa stikala so identična kot v realnem letalu. Simulator je nameščen v kupoli in ima hidravlične sisteme, ki premikajo kabino na podlagi ukazov pilota. 150 x 40 stopinjski prikazovalniki ponujajo skoraj identičen razgled kot iz realnega letala. Večina treniranja za določen tip letala t. i. Type Rating, pilot opravi v simulatorju. V nekaterih primerih se da dobiti Type Rating samo na simulatorju, brez da bi pilot kdajkoli letel v realnem letalu. Večina učenja je osredotočena na nevarne pogoje, ki se jih ne da opraviti v realnem letalu. Vsak komercialni pilot mora vsaj dvakrat na leto opraviti test na simulatorju. Level D simulatorjev je sorazmerno malo, ker vsak tip letala zahteva svoj simulator. Za letala iste družine kot npr. Airbus A320 (A318, A319, A320 in A321) ali pa 737NG (737-600, 737-700, 737-800, 737-900), ki imajo skoraj identičen kokpit ni potreben rating za vsako različico posebej. Cena za Level D simulator je čez deset milijonov evrov in so zasedeni skoraj 24 ur na dan. 
V Sloveniji ni nobenega Level D simulatorja.
Vojska uporablja Full Mission Simulator (FMS) simulatorje.